# 国营昭和纪念公园
國營昭和紀念公園（日语：／ kokuei shōwa kinen kōen */?）是橫跨日本東京都的立川市與昭島市之間的國營公園，1983年（昭和58年）10月26日開業，以纪念昭和天皇在位五十周年。該公園利用戦後駐日美軍立川航空基地的部分旧址开辟，面积165公顷。

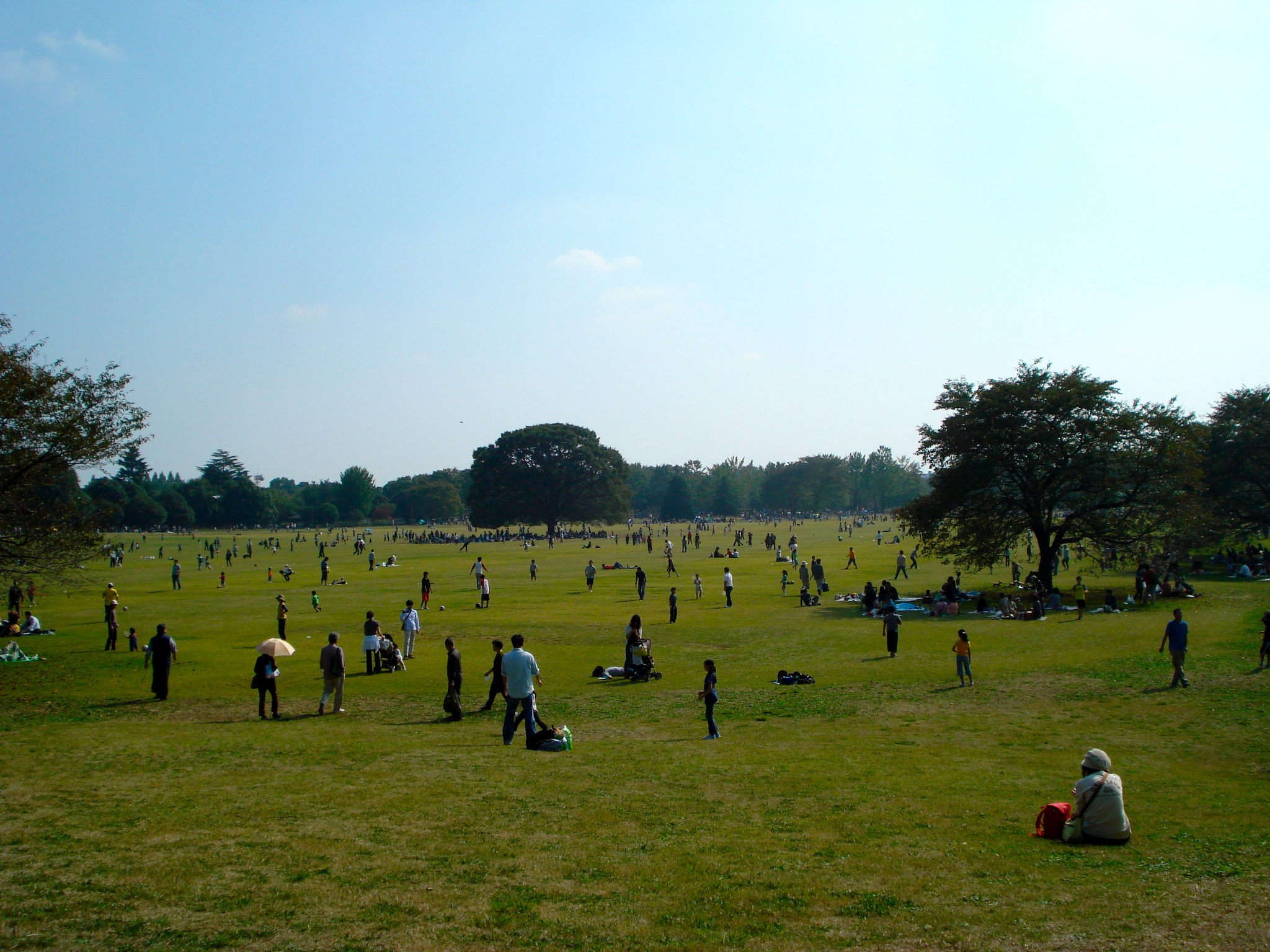
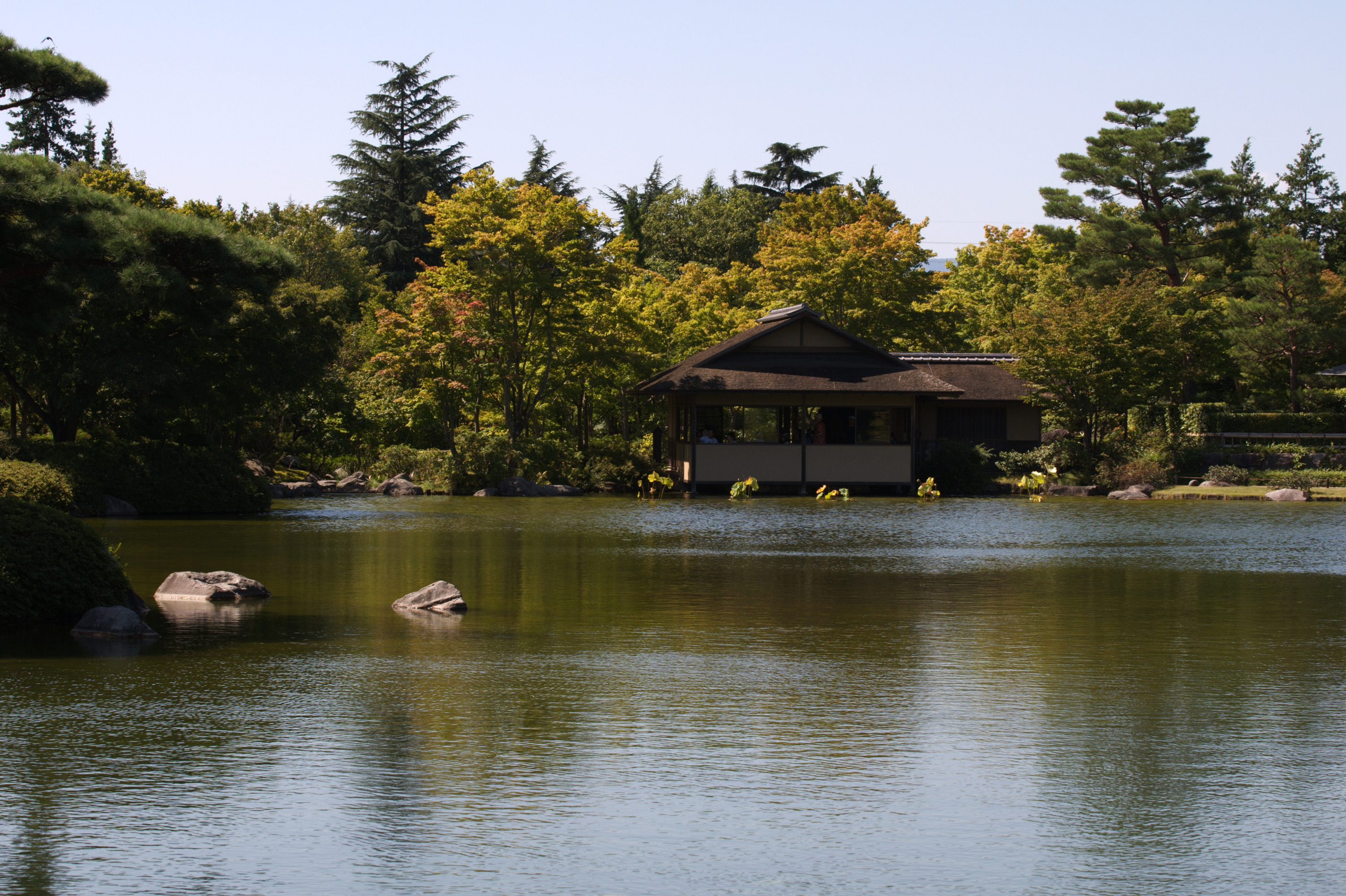
日本庭園
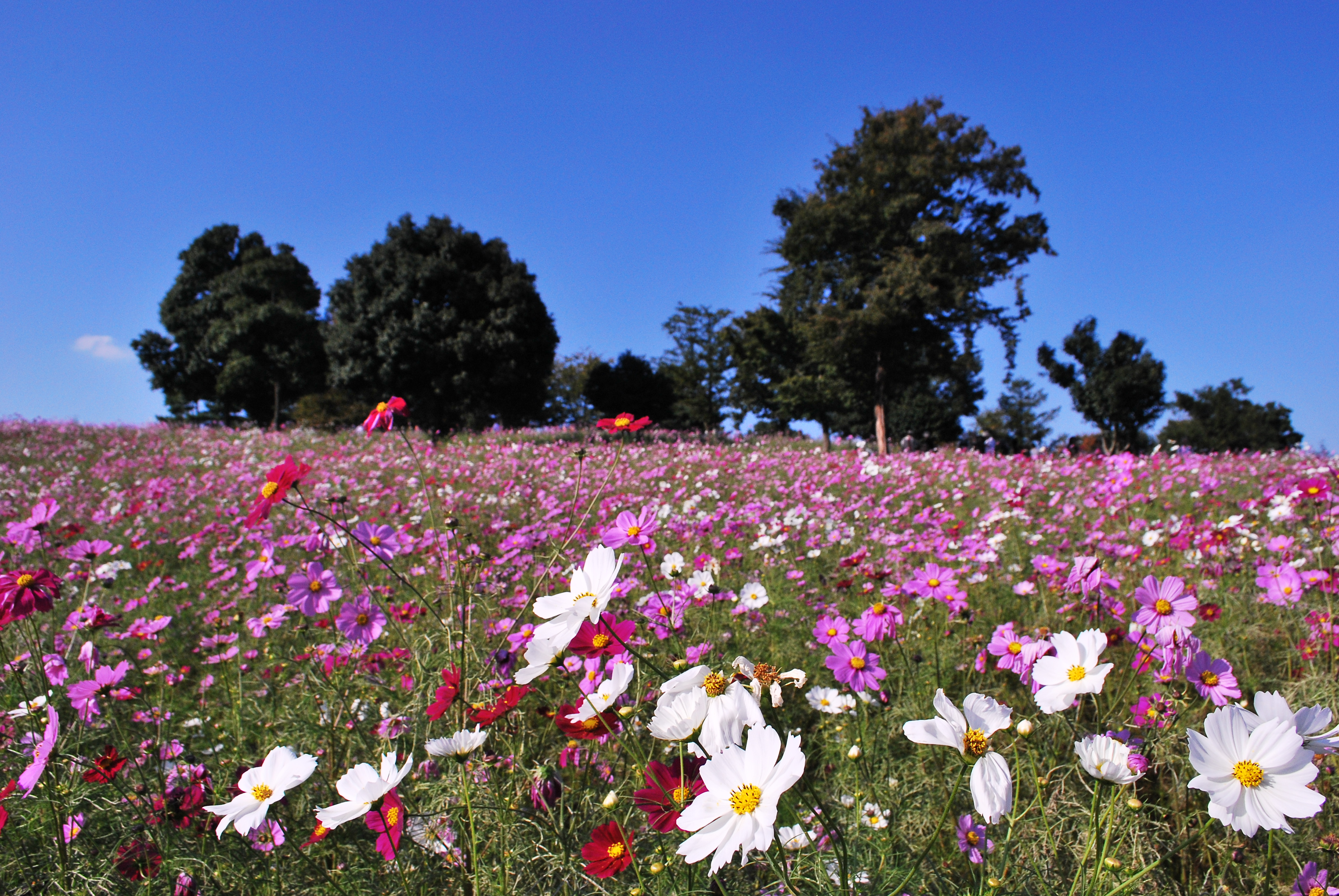
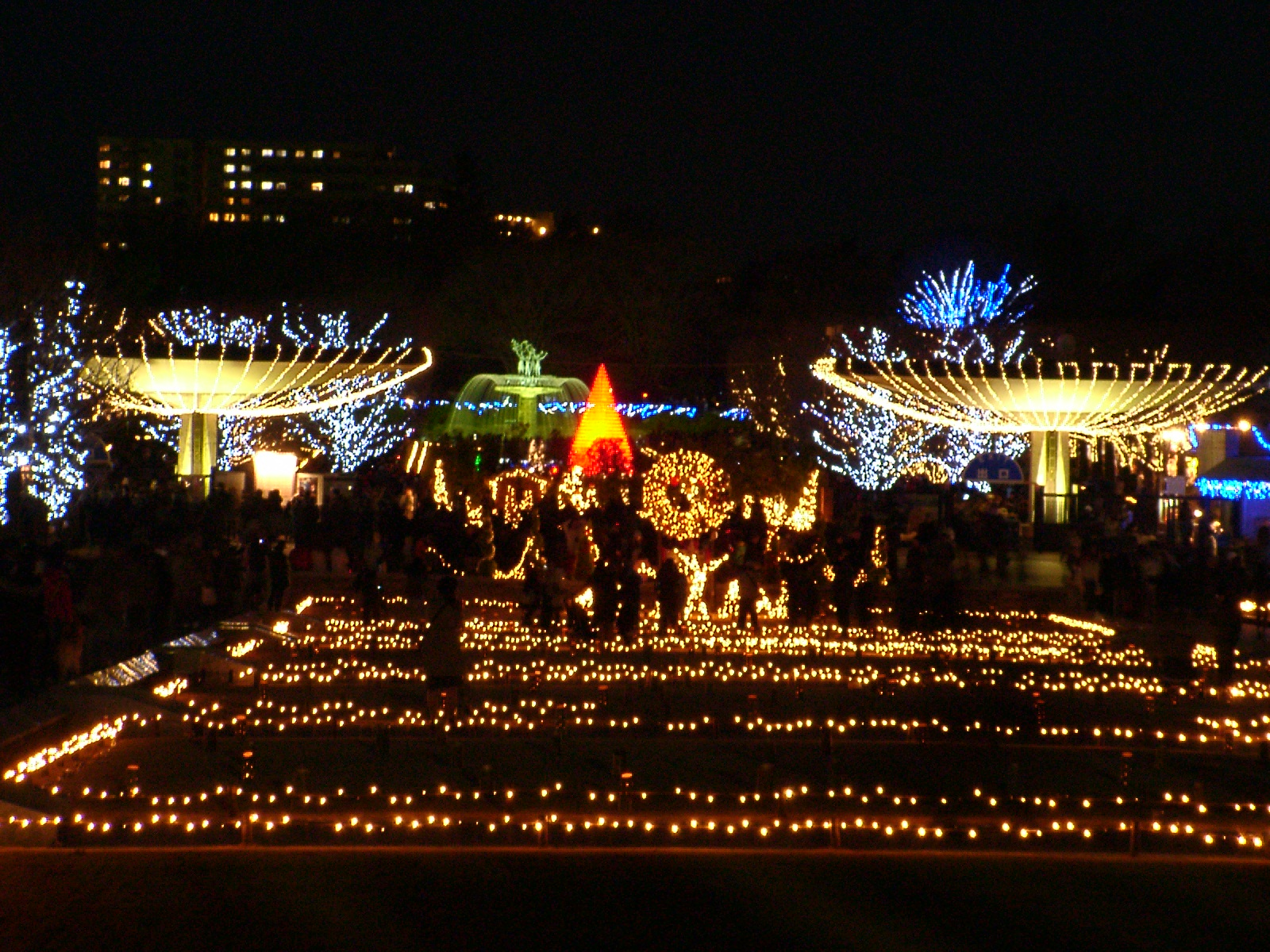
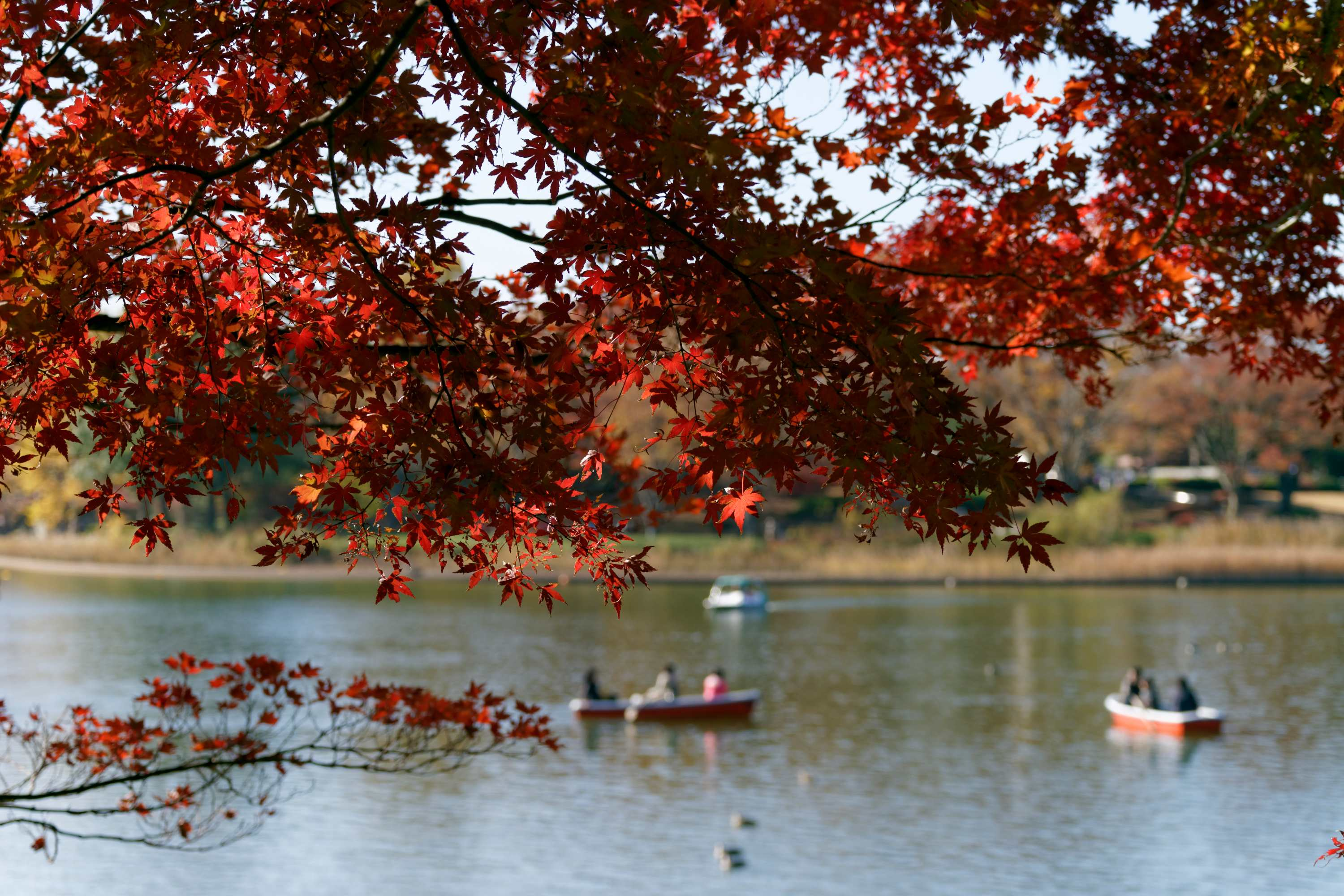
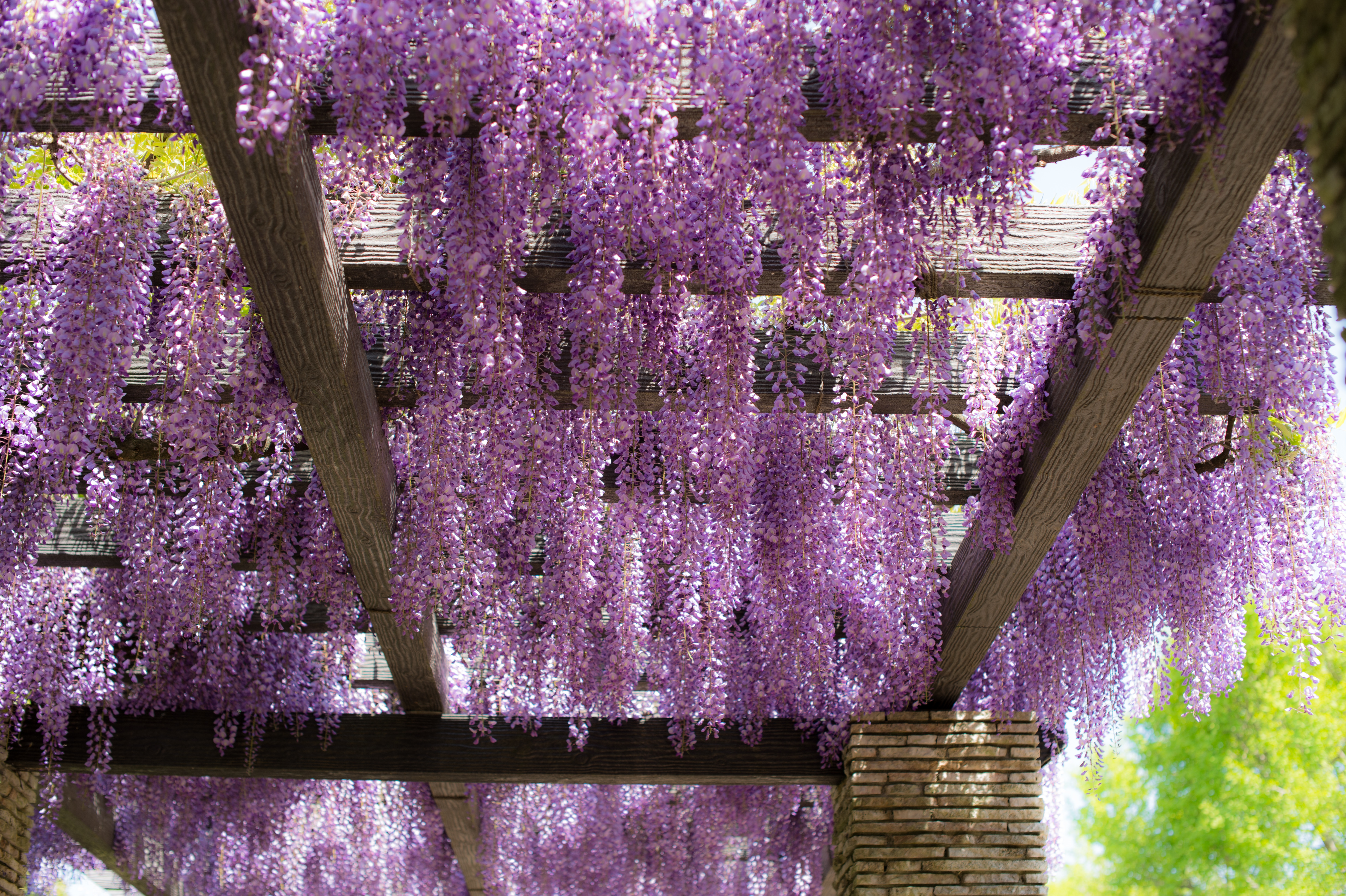
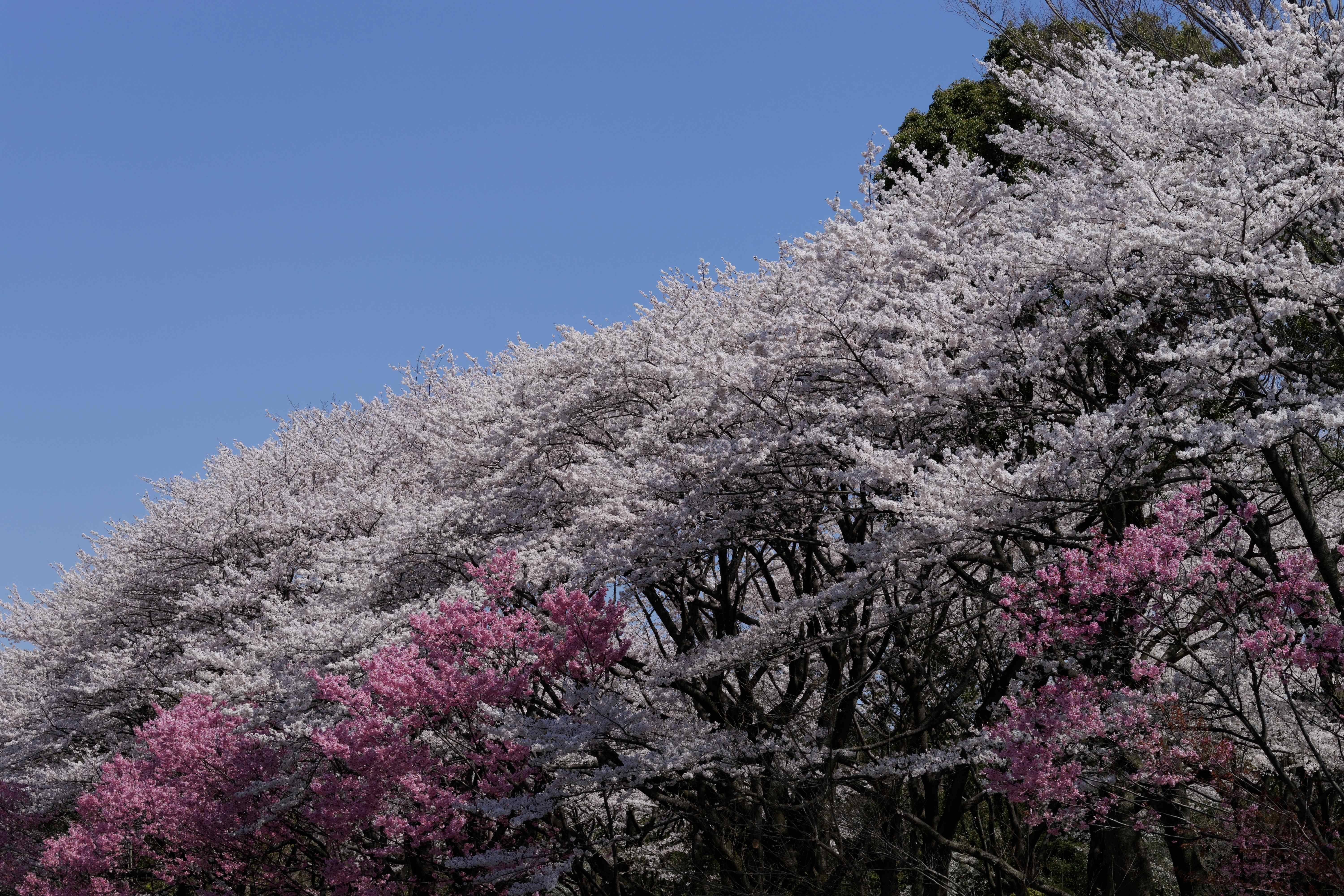
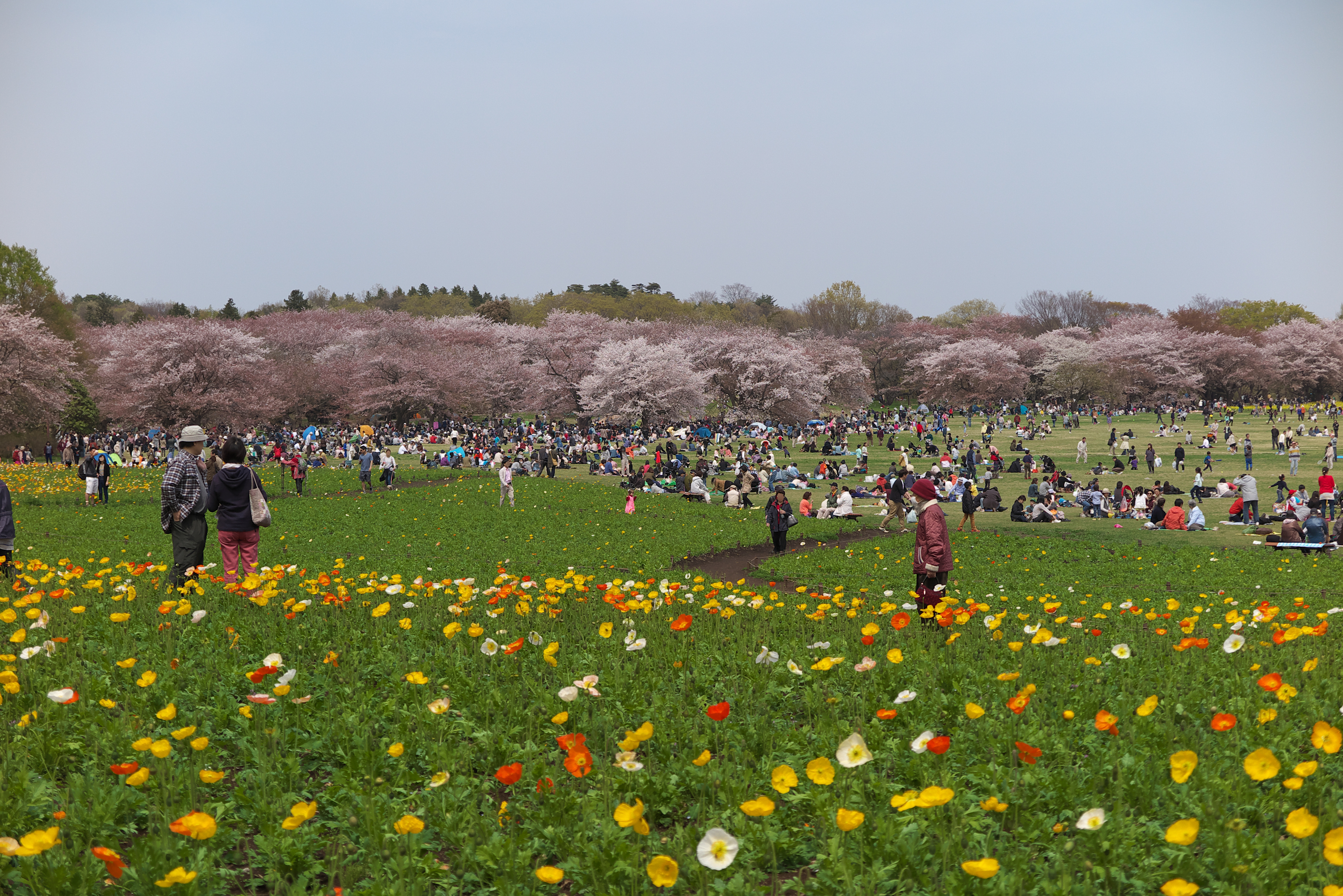
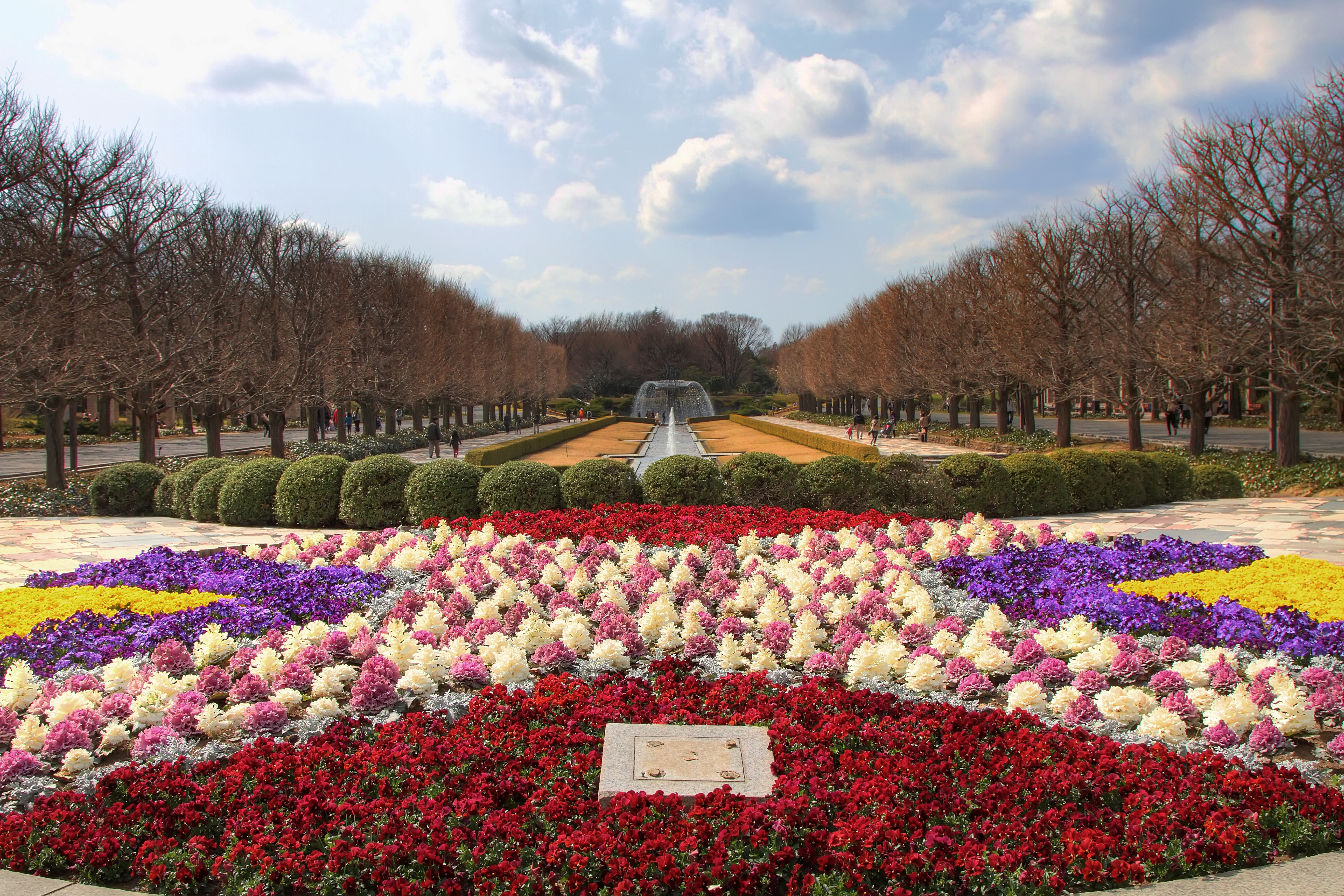
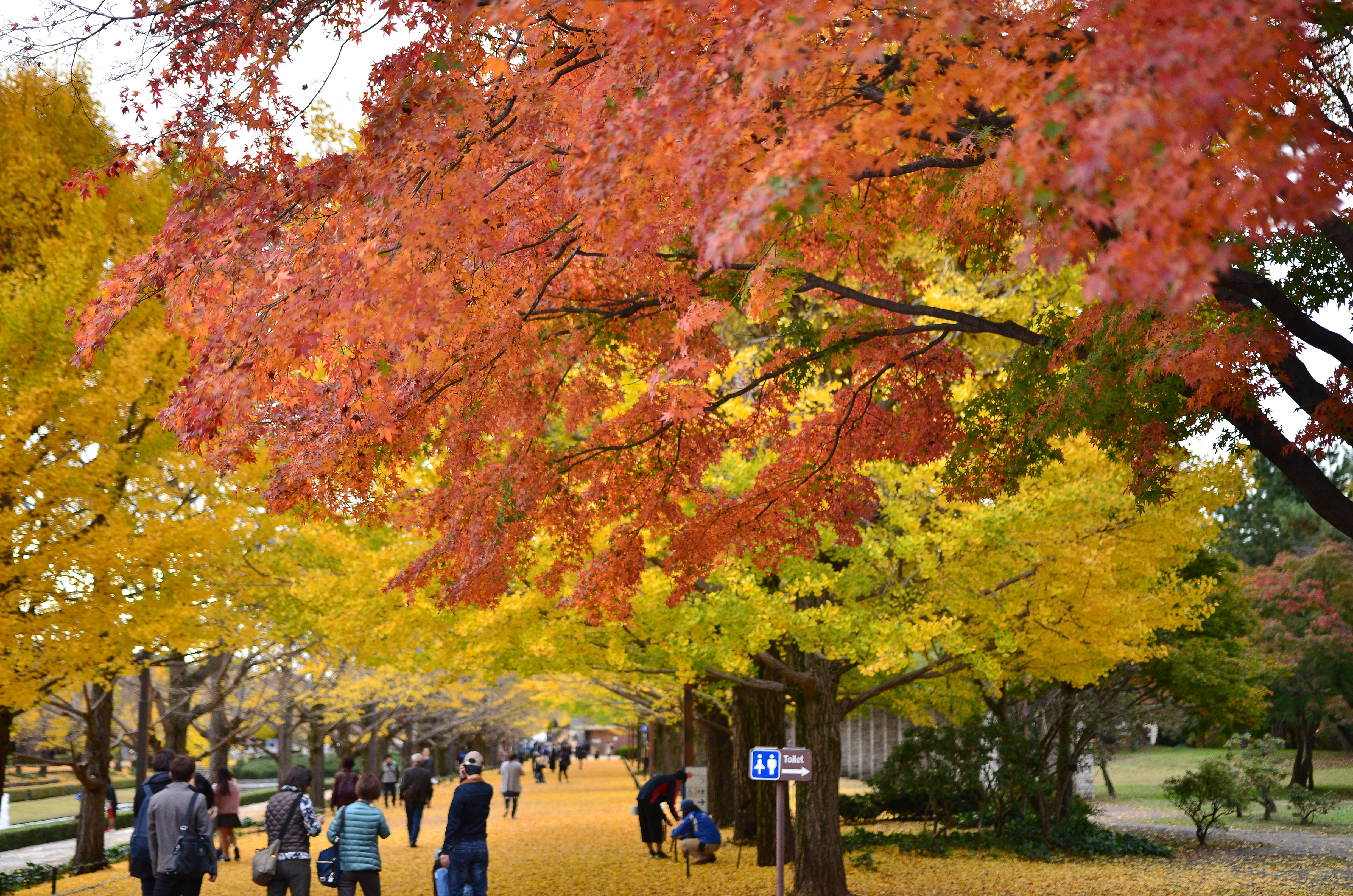
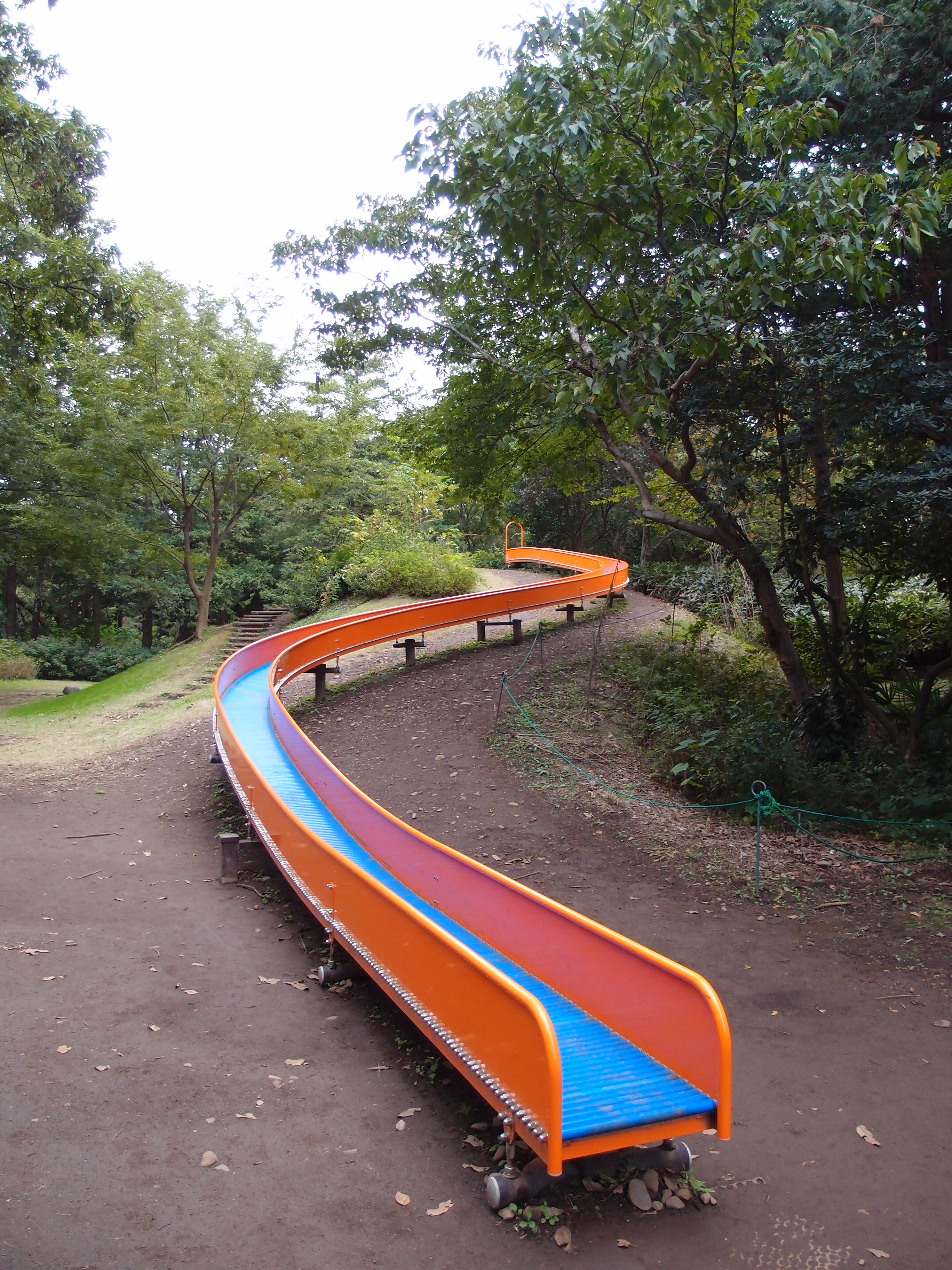
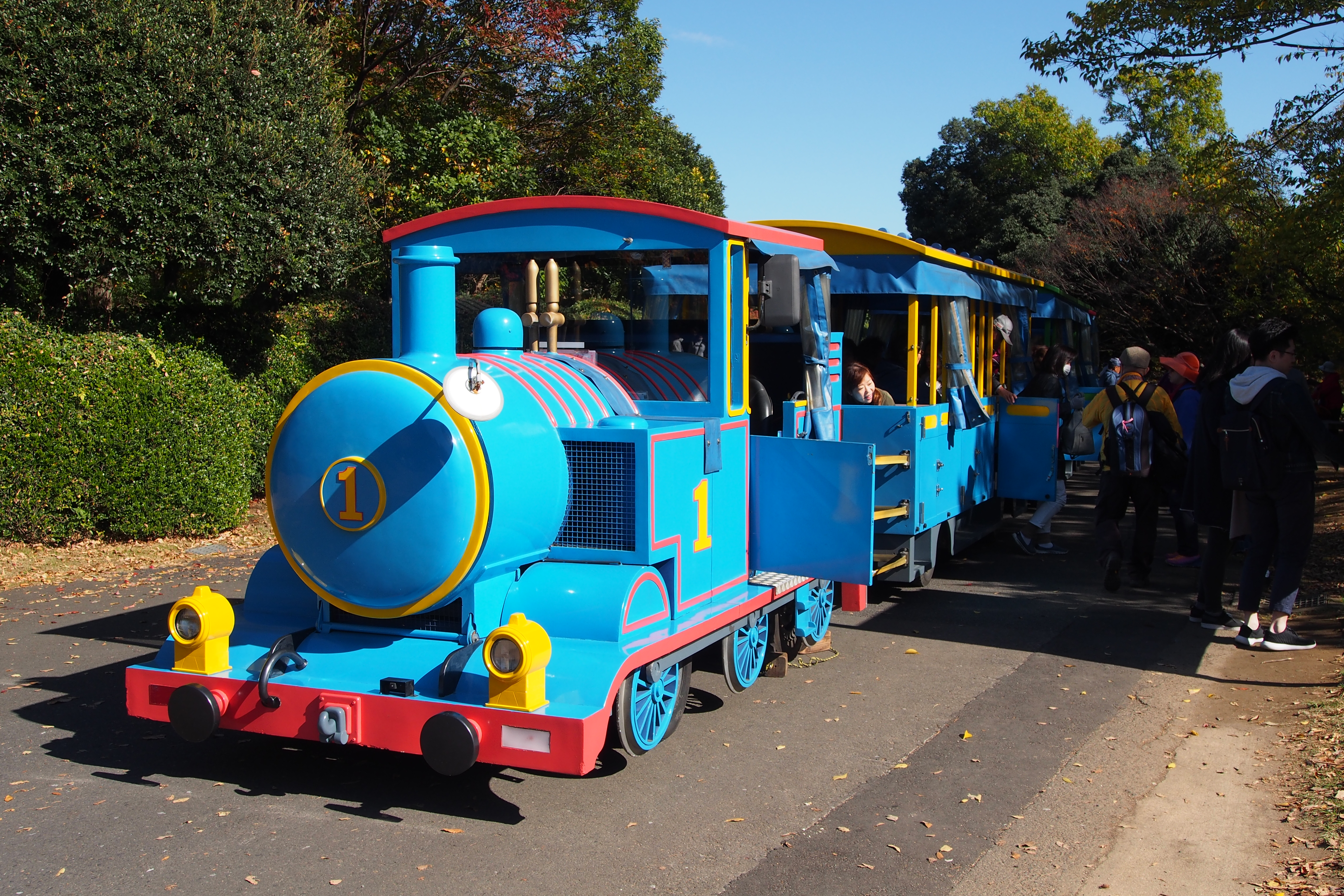